# Festival Internacional de Cinema d'Estocolm
El Festival Internacional de Cinema d'Estocolm (en suec: Stockholms filmfestival) és un festival cinematogràfic anual que té lloc a Estocolm (Suècia). Està dirigit per l'organització sense ànim de lucre homònima, amb el suport de la Diputació Provincial d'Estocolm, la municipalitat d'Estocolm i l'Institut Suec de Cinema.
Té lloc al novembre i mostra al voltant de 180 pel·lícules, amb la intenció de destacar els cineastes joves i no establerts. De mitjana, una de cada tres pel·lícules presentades al festival és feta per un debutant, i a la secció de competició només hi participen directors que han fet un mínim de dues pel·lícules.
El festival va ser fundat el 1990 per Ignas Scheynius i Kim Klein juntament amb Git Scheynius, i va durar quatre dies. La pel·lícula que va inaugurar-lo va ser Wild at Heart, de David Lynch. L'any 1991 el programa ja s'havia allargat a deu dies. Durant 1998, en què Estocolm va ser la Capital Europea de la Cultura, es va introduir una nova secció de cinema asiàtic, i l'any 2000 va començar el projecte Junior, un festival separat per a joves cinèfils d'entre 6 i 16 anys.

## Guardons principals

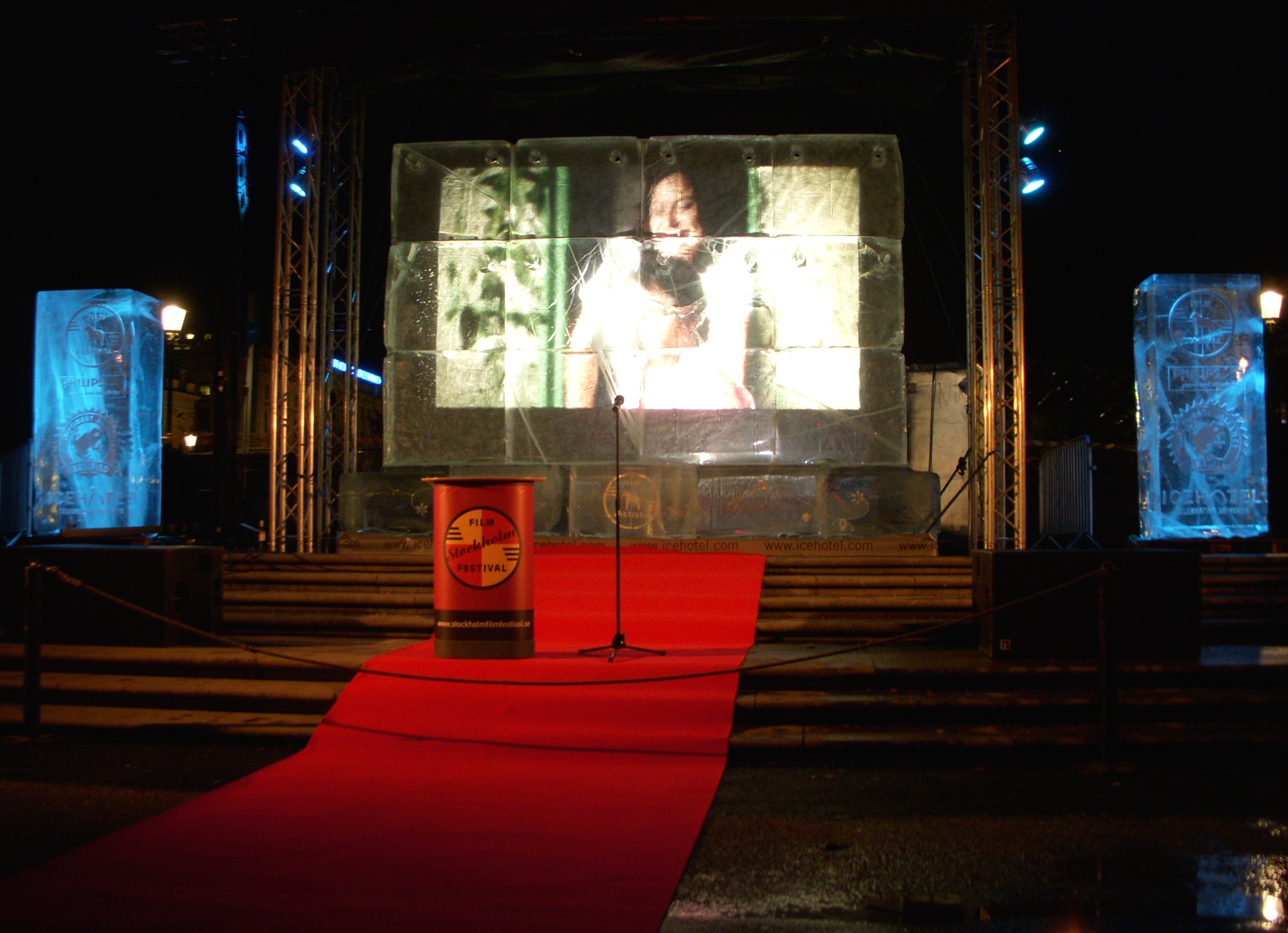
Escenari del festival de 2009

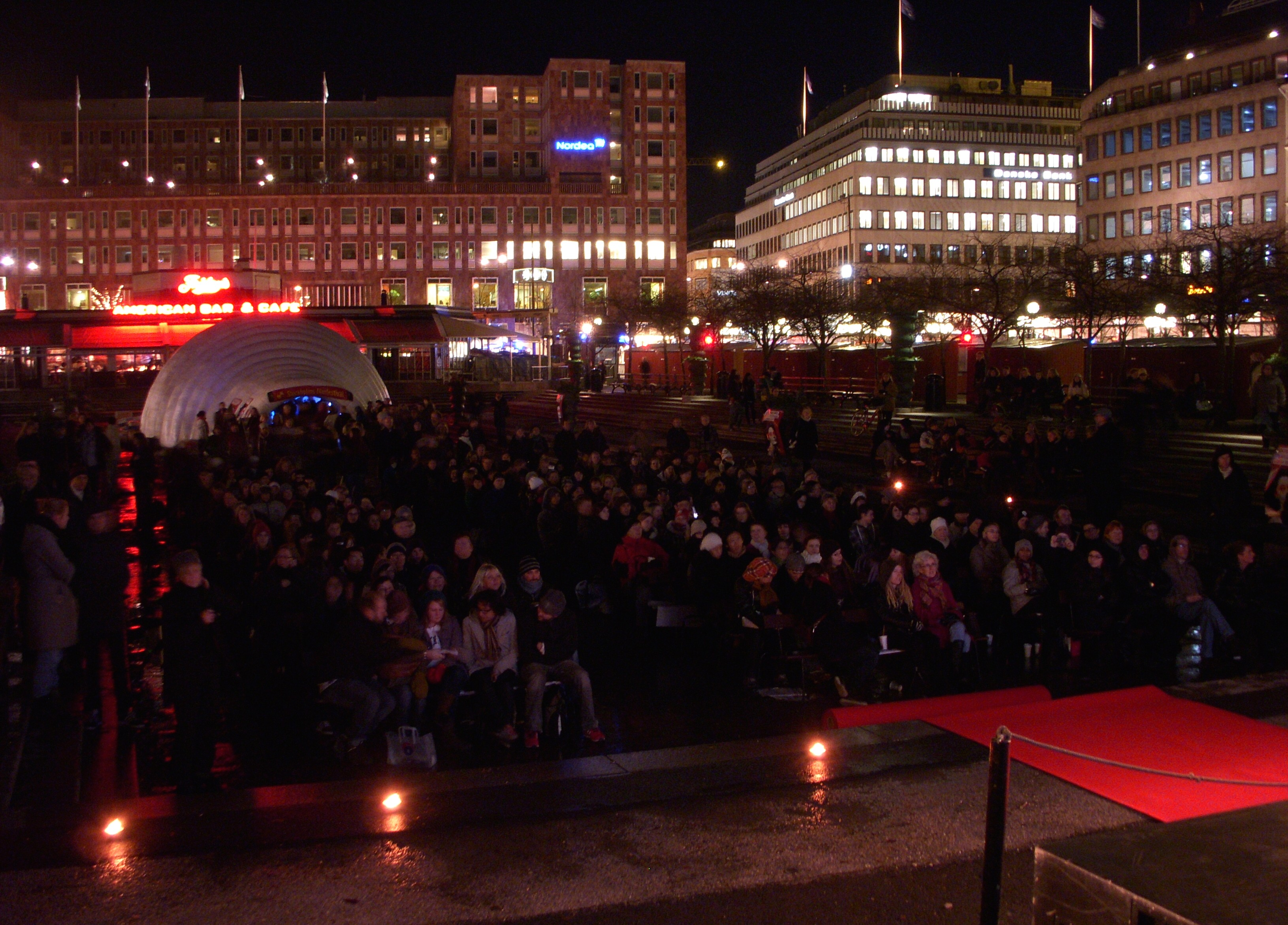
Públic assistent al festival de 2009

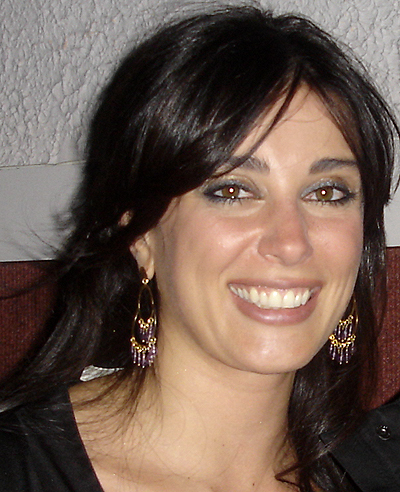
Nadine Labaki, Premi FIPRESCI per Caramel (2007)

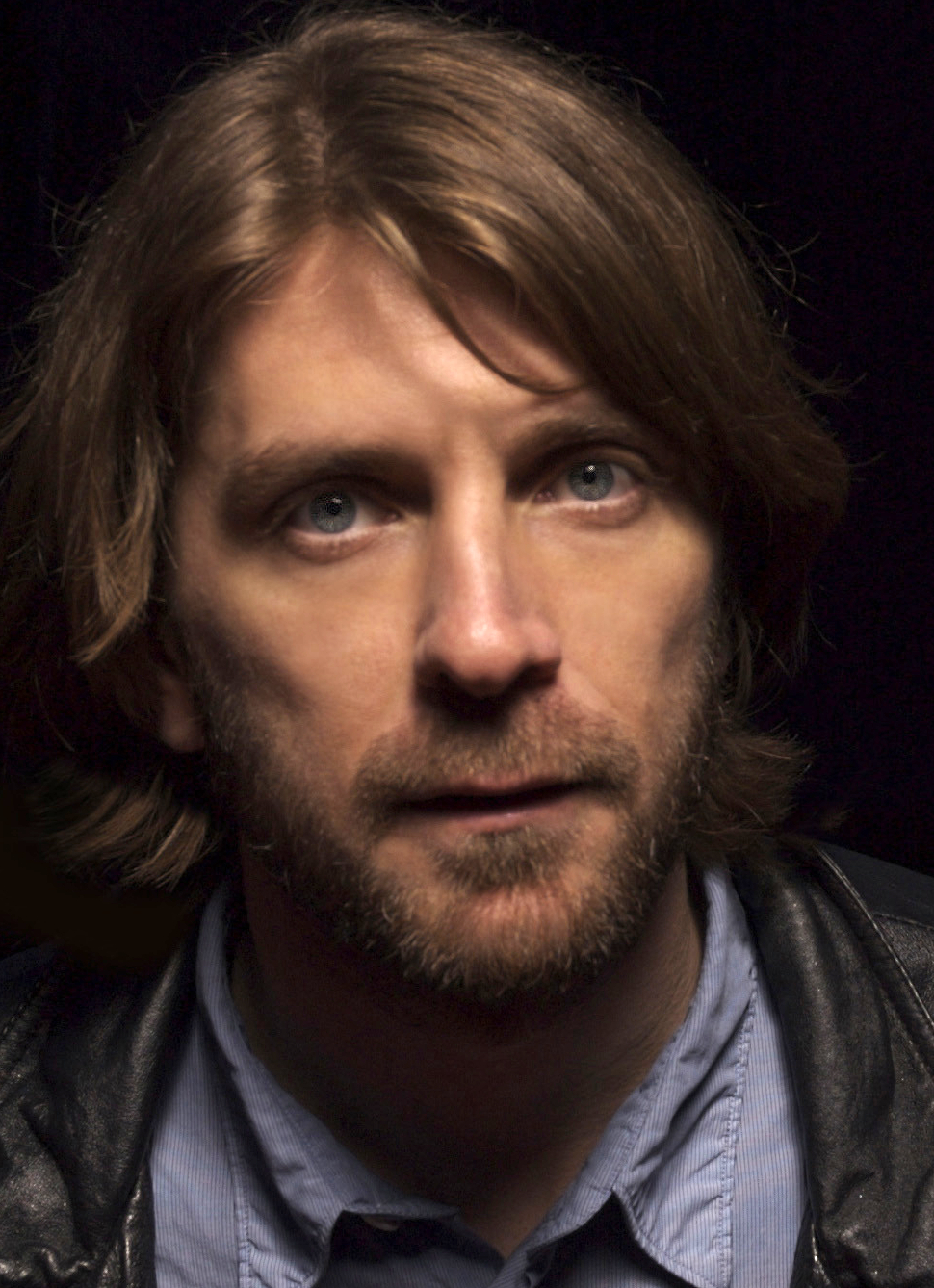
Ruben Östlund, Premi de l'Audiència per Involuntary (2008)

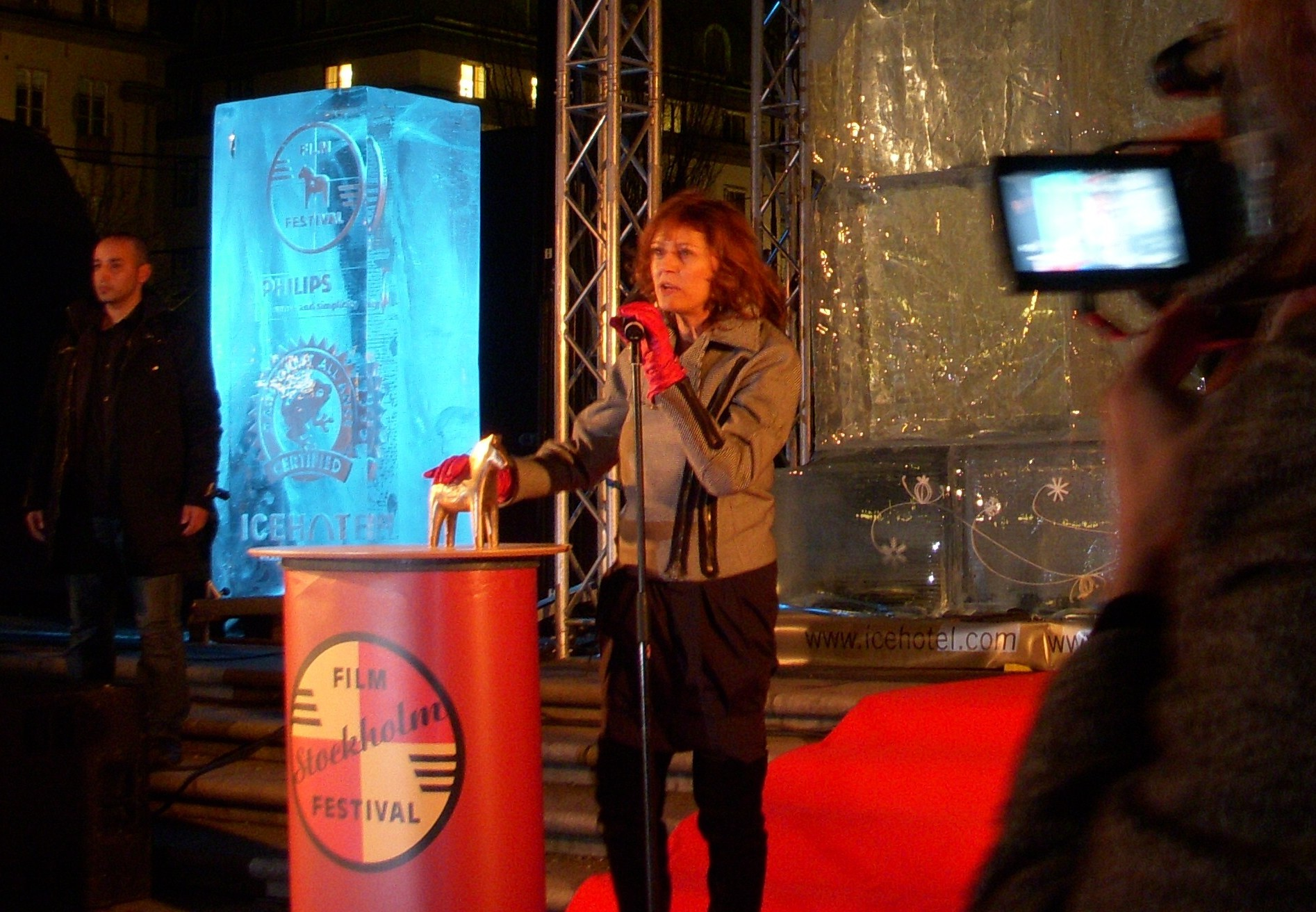
Susan Sarandon recollint el Cavall de Bronze del Premi a la Trajectòria (2009)

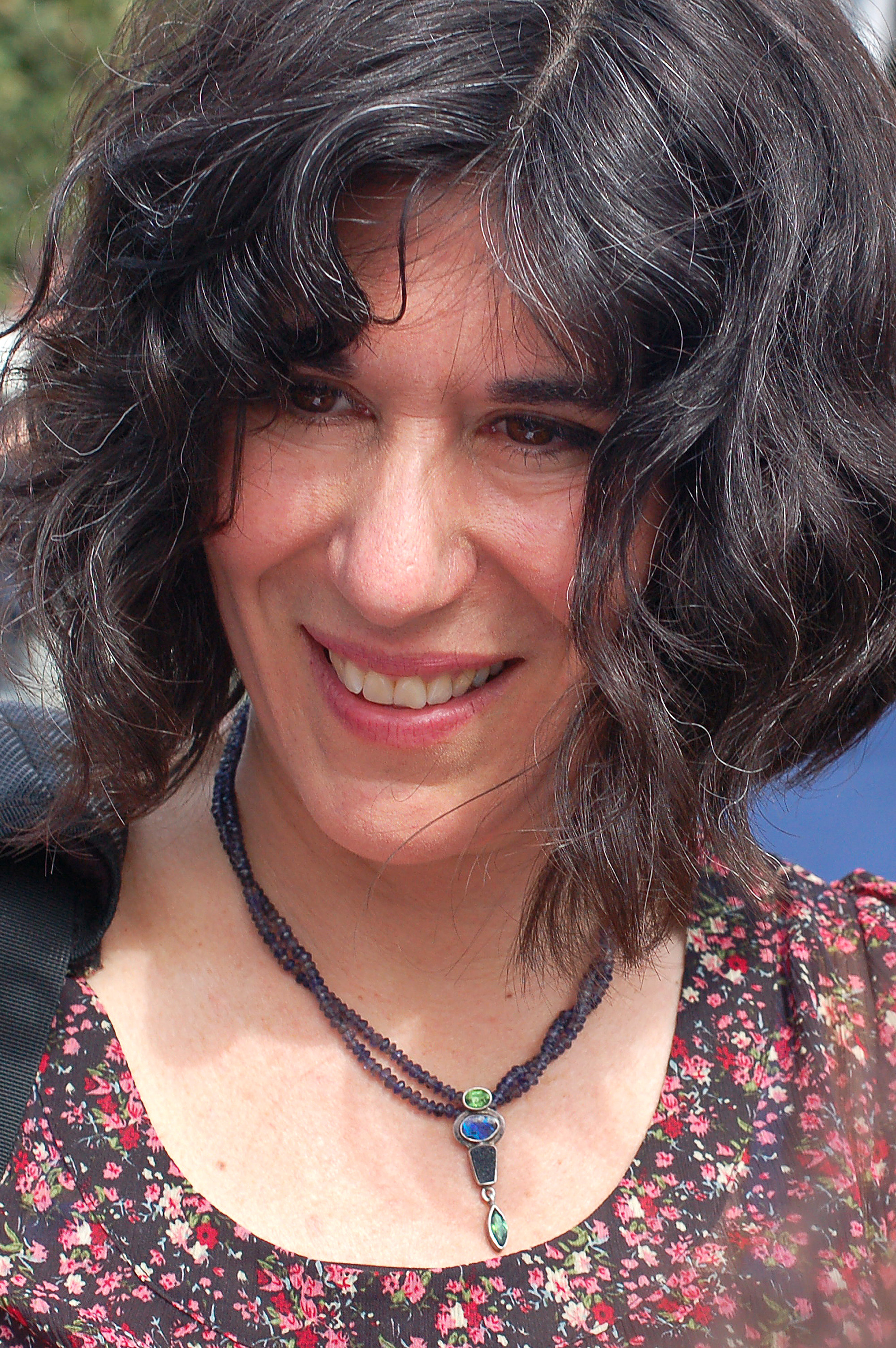
Debra Granik, millor pel·lícula per Winter's Bone (2010)

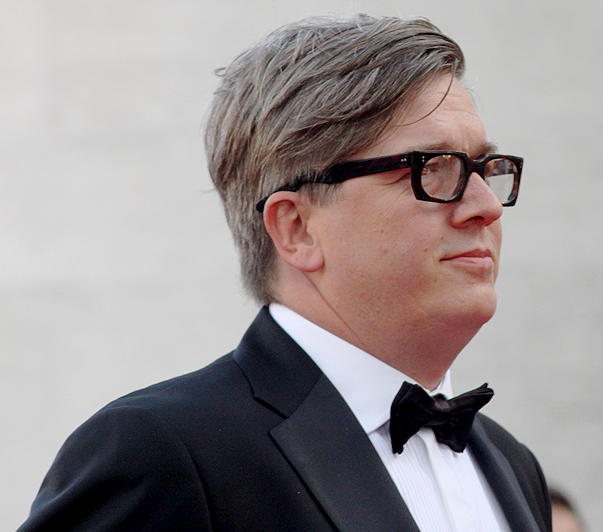
Tomas Alfredson, Premi FIPRESCI per Tinker, Tailor, Soldier, Spy (2011)

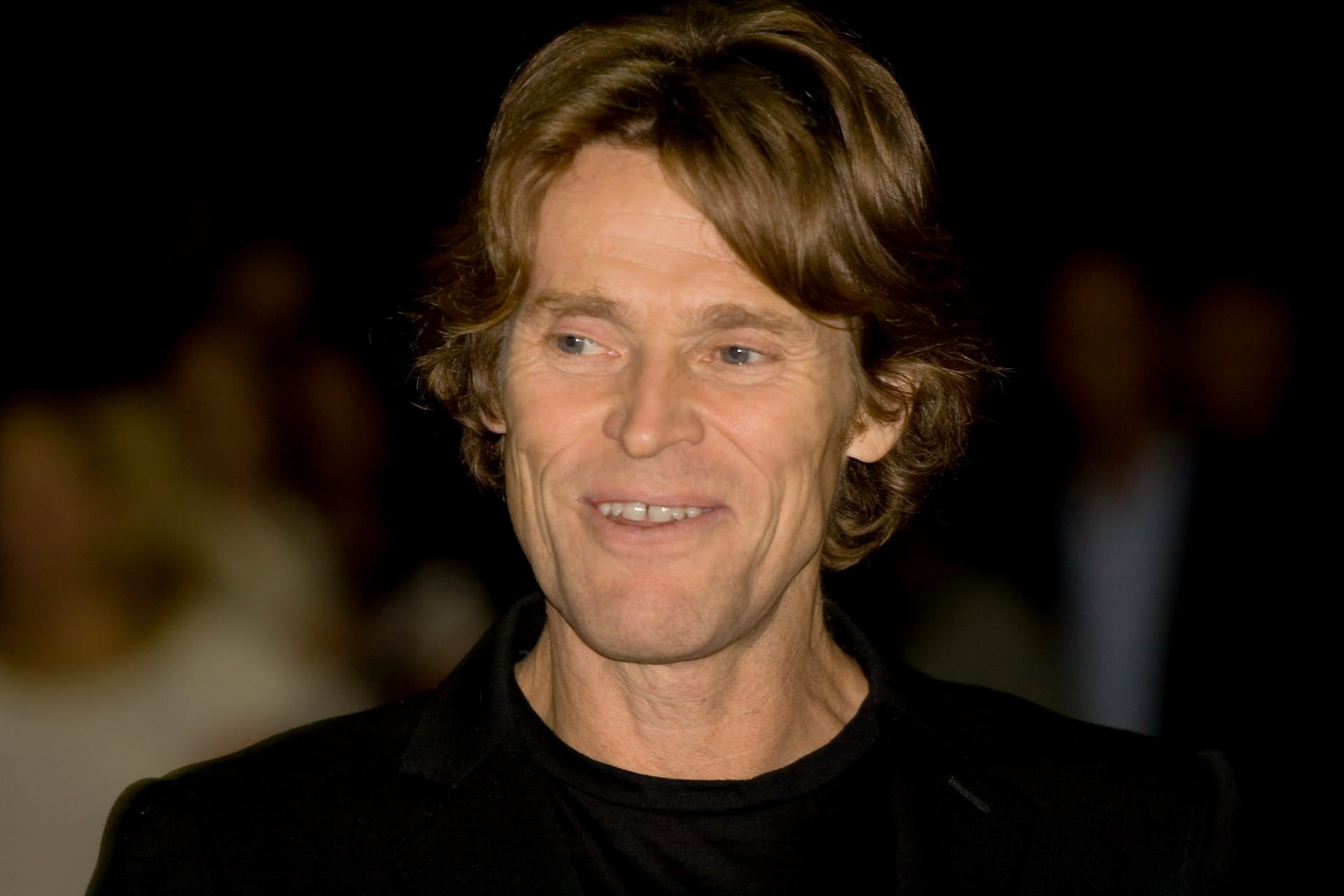
Willem Dafoe, guanyador del Stockholm Achievement Award (2012)

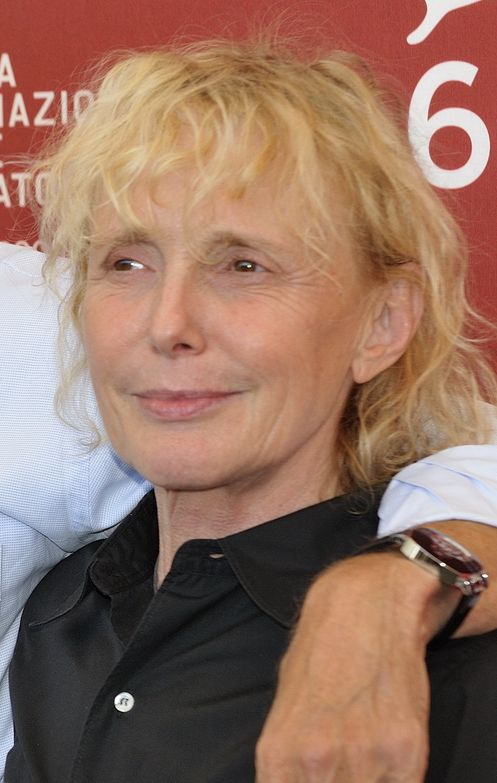
Claire Denis, Premi a la Trajectòria (2013)

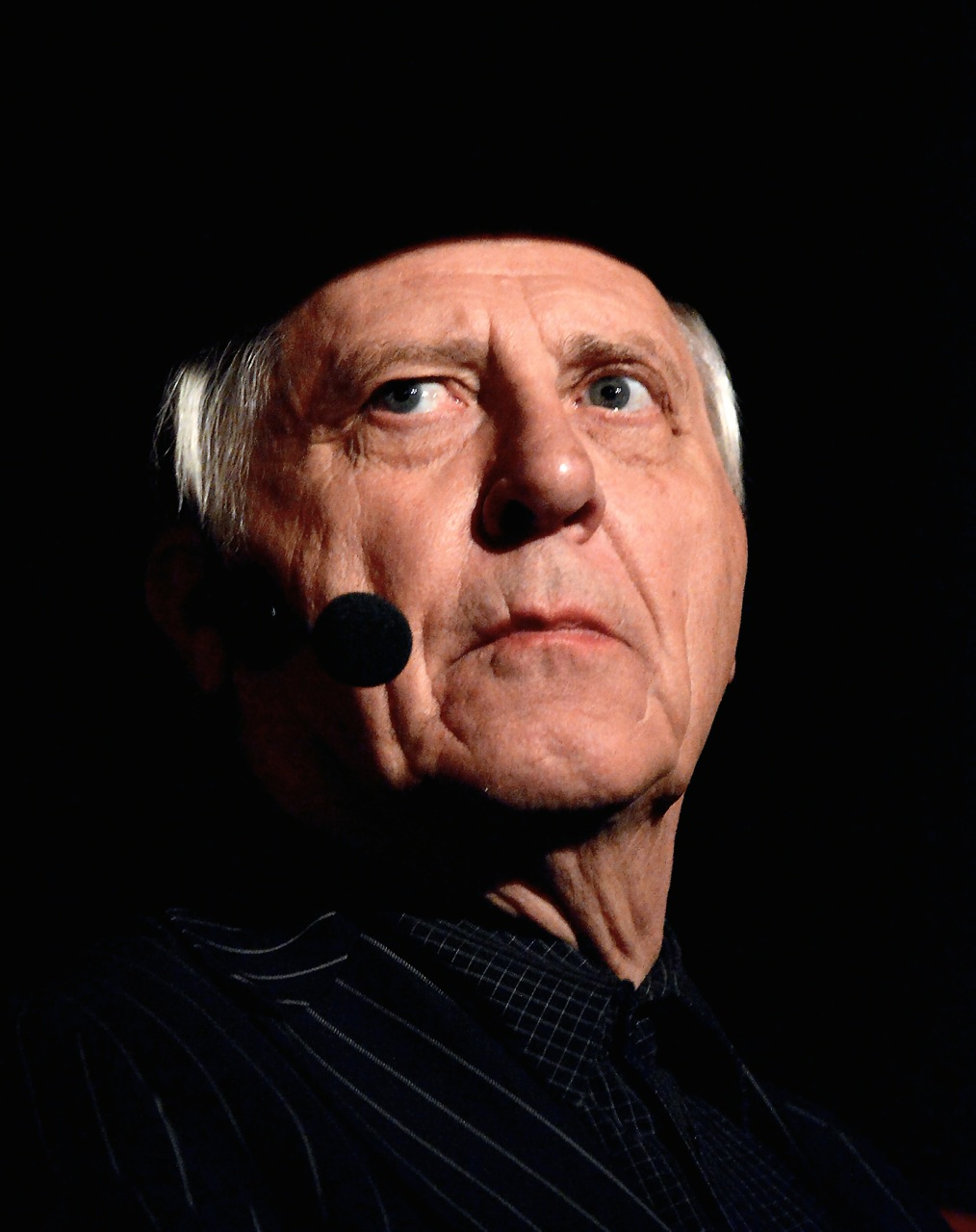
Peter Greenaway, Premi Visionari (2013)

### Cavall de Bronze
L'estatueta del cavall de bronze, feta pel dissenyador gràfic Fredrik Swärd, s'inspira en el cavall Dala, una figura del folklore suec, i pesa 7'3 kg. S'entrega a la millor pel·lícula i als guanyadors del Premi a la Trajectòria i el Premi Visionari.

#### Millor pel·lícula
Pel·lícules que han rebut el màxim guardó del festival:
| Any  | Pel·lícula                          | Director              |
| ---- | ----------------------------------- | --------------------- |
| 1990 | The Natural History of Parking Lots | Everett Lewis         |
| 1991 | Europa                              | Lars von Trier        |
| 1992 | Reservoir Dogs                      | Quentin Tarantino     |
| 1993 | 1, 2, 3, Sun                        | Bertrand Blier        |
| 1994 | Pulp Fiction                        | Quentin Tarantino     |
| 1995 | Institute Benjamenta                | Brothers Quay         |
| 1996 | Pretty Village, Pretty Flame        | Srđan Dragojević      |
| 1997 | Unmade Beds                         | Nicholas Barker       |
| 1998 | The Wounds                          | Srđan Dragojević      |
| 1999 | Les Convoyeurs Attendent            | Benoît Mariage        |
| 2000 | Ali Zaoua                           | Nabil Ayouch          |
| 2001 | Bully                               | Larry Clark           |
| 2002 | Irréversible                        | Gaspar Noé            |
| 2003 | Schultze Gets the Blues             | Michael Schorr        |
| 2004 | Innocence                           | Lucile Hadžihalilović |
| 2005 | Northeast                           | Juan Diego Solanas    |
| 2006 | Sherrybaby                          | Laurie Collyer        |
| 2007 | 4 Months, 3 Weeks and 2 Days        | Cristian Mungiu       |
| 2008 | Frozen River                        | Courtney Hunt         |
| 2009 | Kynodontas                          | Yorgos Lanthimos      |
| 2010 | Winter's Bone                       | Debra Granik          |
| 2011 | Oslo, 31. august                    | Joachim Trier         |
| 2012 | Lore                                | Cate Shortland        |
| 2013 | The Selfish Giant                   | Clio Barnard          |
| 2014 | Bande de filles                     | Céline Sciamma        |
| 2015 | Louder Than Bombs                   | Joachim Trier         |
| 2016 | Bezbog                              | Ralitza Petrova       |
| 2017 | Jeune Femme                         | Léonor Serraille      |
| 2018 | Firecrackers                        | Jasmin Mozaffari      |
| 2019 | Canción sin nombre                  | Melina León           |
| 2020 | Berlin Alexanderplatz               | Burhan Qurbani        |
| 2021 | Nosorih                             | Oleg Sentsov          |
| 2022 | Holy Spider                         | Ali Abbasi            |
| 2023 | Los colonos                         | Felipe Gálvez Haberle |

#### Premi a la Trajectòria
S'entrega en honor i reconeixement de la contribució d'una persona al món del cinema. Els guardonats han estat:
- 1990: Roger Corman
- 1991: Dennis Hopper
- 1992: Viveca Lindfors
- 1994: Quentin Tarantino
- 1995: Jean Paul Gaultier
- 1996: Rod Steiger
- 1997: Elia Kazan
- 1998: Gena Rowlands
- 1999: Roman Polanski
- 2000: Lauren Bacall
- 2001: Jean-Luc Godard
- 2002: Erland Josephson
- 2003: David Lynch
- 2004: Oliver Stone
- 2005: David Cronenberg
- 2006: Lasse Hallström
- 2007: Paul Schrader
- 2008: Charlotte Rampling
- 2009: Susan Sarandon
- 2010: Harriet Andersson
- 2011: Isabelle Huppert
- 2012: Jan Troell
- 2013: Claire Denis
- 2014 – Mike Leigh
- 2015 – Stephen Frears
- 2016 – Francis Ford Coppola
- 2018 – Mary Harron
- 2019 – Max von Sydow
- 2020 – Martin Scorsese i Isabella Rossellini
- 2021 – Jane Campion
- 2022 – Anthony Hopkins
- 2023 – Ken Loach

#### Premi Visionari
Des del 2004, el premi reconeix i encoratja els innovadors i visionaris del cinema contemporani. Els guardonats han estat:
- 2004 – Todd Solondz
- 2005 – Terry Gilliam
- 2006 – Darren Aronofsky
- 2007 – Wes Anderson
- 2008 – Wong Kar-wai
- 2009 – Luc Besson
- 2010 – Gus Van Sant
- 2011 – Alejandro González Iñárritu
- 2012 – Jacques Audiard
- 2013 – Peter Greenaway
- 2014 – Roy Andersson
- 2015 – Yorgos Lanthimos
- 2016 – François Ozon
- 2018 – Asghar Farhadi
- 2019 – Céline Sciamma
- 2020 – Matteo Garrone
- 2021 – Joachim Trier
- 2022 – Sam Mendes
- 2023 – Catherine Breillat

### Premi de l'Audiència
L'audiència vota la seva pel·lícula preferida de qualsevol secció del festival. Les guanyadores han estat:
| Any  | Pel·lícula                                | Director                        |
| ---- | ----------------------------------------- | ------------------------------- |
| 2000 | Boys Don't Cry                            | Kimberly Peirce                 |
| 2001 | Lost and Delirious                        | Léa Pool                        |
| 2002 | Japón                                     | Carlos Reygadas                 |
| 2003 | The Station Agent                         | Thomas McCarthy                 |
| 2004 | Old Boy                                   | Park Chan-wook                  |
| 2005 | Storm                                     | Måns Mårlind i Björn Stein      |
| 2006 | Little Miss Sunshine                      | Jonathan Dayton i Valerie Faris |
| 2007 | Juno                                      | Jason Reitman                   |
| 2008 | Involuntary                               | Ruben Östlund                   |
| 2009 | The Cove                                  | Louie Psihoyos                  |
| 2010 | Waste Land i This Is England '86          | Louie Psihoyos/Shane Meadows    |
| 2011 | 50/50                                     | Jonathan Levine                 |
| 2012 | Call Girl                                 | Mikael Marcimain                |
| 2013 | 12 Years a Slave                          | Steve McQueen                   |
| 2014 | Mommy                                     | Xavier Dolan                    |
| 2015 | Mustang                                   | Deniz Gamze Ergüven             |
| 2016 | Jo, Daniel Blake                          | Ken Loach                       |
| 2017 | Three Billboards Outside Ebbing, Missouri | Martin McDonagh                 |
| 2018 | Cafarnaüm                                 | Nadine Labaki                   |
| 2019 | Jojo Rabbit                               | Taika Waititi                   |
| 2020 | Dinner in America                         | Adam Rehmeier                   |
| 2021 | Belfast                                   | Kenneth Branagh                 |
| 2022 | The Banshees of Inisherin                 | Martin McDonagh                 |
| 2023 | Poor Things                               | Yorgos Lanthimos                |

### Premi FIPRESCI
La Federació Internacional de la Premsa Cinematogràfica (FIPRESCI) tria una de les pel·lícules de la secció Open Zone per a concedir-li aquest guardó a la millor pel·lícula. El d'Estocolm va ser el quart festival cinematogràfic al món, després del de Canes, Berlín i Venècia, a tenir un jurat de FIPRESCI. Les guanyadores han estat:
| Any  | Pel·lícula                   | Director                       |
| ---- | ---------------------------- | ------------------------------ |
| 1990 | The Reflecting Skin          | Philip Ridley                  |
| 1991 | Leningrad, November          | Andreas Schmidt i Oleg Morozov |
| 1992 | Swoon                        | Tom Kalin                      |
| 1993 | La madre muerta              | Juanma Bajo Ulloa              |
| 1994 | Chungking Express            | Wong Kar-wai                   |
| 1995 | Living in Oblivion           | Tom DiCillo                    |
| 1996 | Fistful of Flies             | Monica Pellizzari              |
| 1997 | House of America             | Marc Evans                     |
| 1998 | The Acid House               | Paul McGuigan                  |
| 1999 | Boys Don't Cry               | Kimberly Peirce                |
| 2000 | Billy Elliot                 | Stephen Daldry                 |
| 2001 | Zuotian                      | Zhang Yang                     |
| 2002 | The Slaughter Rule           | Alex i Andrew Smith            |
| 2003 | Elle est des nôtres          | Siegrid Alnoy                  |
| 2004 | Hela vägen                   | Aleksi Salmenperä              |
| 2005 | Be with Me                   | Eric Khoo                      |
| 2006 | Jindabyne                    | Ray Lawrence                   |
| 2007 | Caramel                      | Nadine Labaki                  |
| 2008 | Better Things                | Duane Hopkins                  |
| 2009 | Sin nombre                   | Cary Joji Fukunaga             |
| 2010 | Winter's Bone                | Debra Granik                   |
| 2011 | Tinker, Tailor, Soldier, Spy | Tomas Alfredson                |
| 2012 | Everyday                     | Michael Winterbottom           |
| 2013 | Nebraska                     | Alexander Payne                |
| 2014 | Hungry Hearts                | Saverio Costanzo               |
| 2015 | Asphalte                     | Samuel Benchetrit              |
| 2016 | American Honey               | Andrea Arnold                  |
| 2017 | Basada en fets reals         | Roman Polanski                 |
| 2018 | Guerra freda                 | Paweł Pawlikowski              |
| 2019 | Grâce à Dieu                 | François Ozon                  |
| 2020 | Domangchin yeoja             | Hong Sang-soo                  |
| 2021 | Petite Maman                 | Céline Sciamma                 |
| 2022 | Jang-e jahani sevom          | Houman Seyyedi                 |
| 2023 | Kaibutsu                     | Hirokazu Koreeda               |

### Altres[2]
- Stockholm Achievement Award: nou premi, concedit el 2012 a l'actor Willem Dafoe.
- Rising Star: s'atorga al jove actor o actriu suec que amb les seves actuacions ha demostrat vertader potencial per arribar a ser una gran estrella en potència en el futur.
- Cavall d'Alumini: al millor director debutant, millor música, millor fotografia, millor guió, millor actriu, millor actor i millor curtmetratge.